# فردریک ژولیو کوری

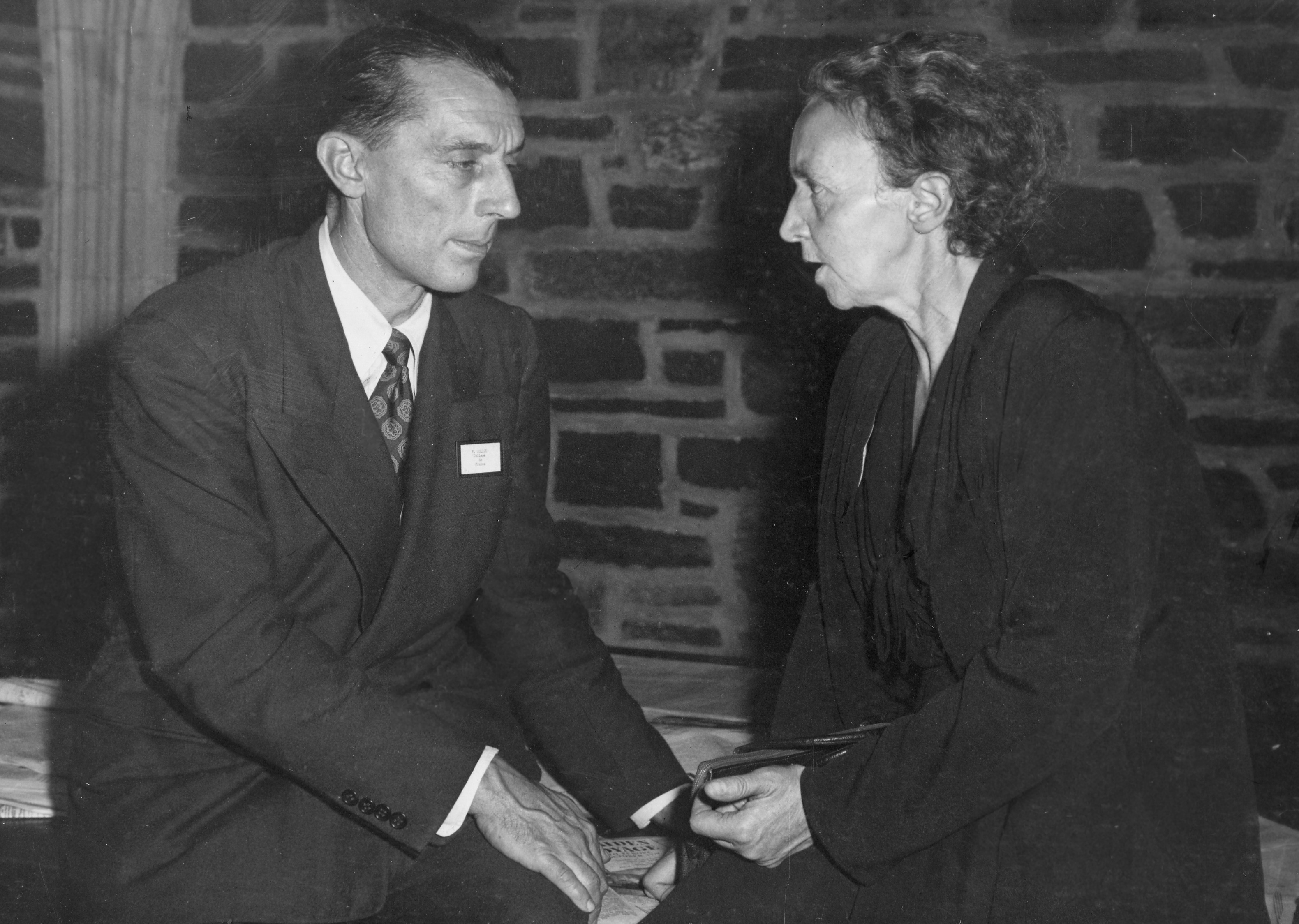
ژولیو کوری در دهه ۱۹۴۰

فردریک ژولیو کوری (به فرانسوی: Frederic Joliot) (زادروز: ۱۹ مارس ۱۹۰۰ م. – درگذشت: ۱۴ اوت ۱۹۵۸ م) فیزیک‌دان و شیمی‌دان برجستهٔ فرانسوی بود که در سال ۱۹۳۵ به اتفاق همسرش ایرن ژولیو-کوری موفق به دریافت جایزهٔ نوبل شیمی شد.
او پسر هانری ژولیو از انقلابیون کمون پاریس بود.

## سال‌شمار
- ۱۹۰۰ ۱۹ مارس تولد در پاریس
- ۱۹۱۹ به مدرسهٔ فیزیک و شیمی پاریس رفت و تحت تأثیر استاد فیزیک مدرسه پروفسور پل لانژون قرار گرفت.
- ۱۹۲۳ دریافت مدال پیر کوری
- ۱۹۲۶ ۴ اکتبر ازدواج با ایرن ژولیو-کوری
- ۱۹۲۷ تولد دخترشان هلن
- ۱۹۳۱ کار روی تشعشع بریلیوم
- ۱۹۳۲ تولد پسرشان پیر
- ۱۹۳۴ درگذشت مادر همسر (ماری کوری در چهارم ژوئیه بر اثر ابتلا به سرطان خون درگذشت)
- ۱۹۳۴ کشف رادیواکتیویته مصنوعی
- ۱۹۳۵ دریافت جایزهٔ نوبل شیمی به همراه همسرش
- ۱۹۴۱ ریاست جبههٔ ملی پیکار در راه آزادی و استقلال فرانسه.
- ۱۹۴۶ ارائه برنامهٔ تشکیل مرکز انرژی اتمی
- ۱۹۵۰ برکناری از مرکز انرژی اتمی به دلیل عضویت در حزب کمونیست فرانسه
- ۱۹۵۶ به عهده گرفتن ریاست مؤسسهٔ رادیو بعد از فوت همسرش ایرن ژولیو-کوری
- ۱۹۵۸ مرگ در پاریس